# بروس كونوبكا
بروس كونوبكا (بالإنجليزية: Bruce Konopka)‏ هو لاعب كرة قاعدة أمريكي، ولد في 16 سبتمبر 1919 في هاموند في الولايات المتحدة، وتوفي في 27 سبتمبر 1996 في دنفر في الولايات المتحدة.

## وصلات خارجية
- بروس كونوبكا على موقعبيزبول رفرنس.كوم (الدوري الرئيسي) (الإنجليزية)
- بروس كونوبكا على موقعبيزبول رفرنس.كوم (الدوري الثانوي) (الإنجليزية)